# 12. Armee (Deutsches Kaiserreich)

Flagge eines Stabes eines Armeeoberkommandos (1871–1918)

Als 12. Armee / Armeeoberkommando 12 (AOK 12) wurde ein Großverband und die dazugehörige  Kommandobehörde des deutschen Heeres während des Ersten Weltkriegs (1914–1918) bezeichnet. Sie umfasste mehrere Armee- oder Reservekorps sowie zahlreiche Spezialtruppen.

## Geschichte
Kurz nach Beginn des Krieges wurden die Truppen des Grenzschutzes in der Region Graudenz zu einer Armeegruppe zusammengefasst. Diese wurde am 9. Februar 1915 von General der Artillerie Max von Gallwitz übernommen, der zuvor das Garde-Reserve-Korps kommandiert hatte. Der nunmehr als „Armeegruppe Gallwitz“ bezeichnete Verband unterstand direkt dem Ober Ost und wurde fortwährend an der Ostfront eingesetzt. Die „Armeegruppe Gallwitz“ wurde im Laufe des Jahres 1915 immer weiter verstärkt und bekam deshalb am 7. August 1915 die neue Bezeichnung 12. Armee.
Vom 20. bis 27. Februar drängte Gallwitz die russische 1. Armee unter General Alexander Litwinow zeitweise in der Schlacht von Przasnysz zurück, danach errang er im Sommerfeldzug des Jahres 1915 gegen diese einen großen Erfolg am Narew. Das Hauptquartier lag in Grodno. Doch nur wenige Wochen später erfolgte eine Umorganisation. Das Armeeoberkommando 12 wurde am 22. September 1915 aufgrund einer Weisung der Obersten Heeresleitung nach Serbien versetzt, um dort die deutschen Truppen der bisherigen 11. Armee zu übernehmen. Es trug deshalb fortan die Bezeichnung Armeeoberkommando 11. An seine Stelle an der Ostfront trat das Armeeoberkommando der kurz zuvor aufgelösten 1. Armee. Ab dem 29. September 1915 lag das Hauptquartier des neuen Armeeoberkommandos 12 in der Stadt Lida. Es unterstand der Heeresgruppe Hindenburg, ab August 1916 der Heeresgruppe Woyrsch.
Am 9. Oktober 1916 wurde die 12. Armee aufgelöst und an ihrer Stelle die Armeeabteilung Scheffer gebildet. Das frühere AOK 12 übernahm als neues Armeeoberkommando 8 die Truppen der 8. Armee, deren altes Oberkommando als Heeresgruppenkommando Below an die Front in Makedonien geschickt worden war.